# Liste der Bodendenkmale in Wanzleben-Börde
In der Liste der Bodendenkmale in Wanzleben-Börde sind alle Bodendenkmale der Stadt Wanzleben-Börde und ihrer Ortsteile aufgelistet. Grundlage ist die Veröffentlichung der Landesdenkmalliste mit Stand vom 25. Februar 2016. Die Baudenkmale sind in der Liste der Kulturdenkmale in Wanzleben-Börde aufgeführt.

Der Link (Karte oder Lage) führt zu verschiedenen Kartendiensten mit der Position des Kulturdenkmals. Fehlt dieser Link, wurden die Koordinaten noch nicht eingetragen. Sind diese bekannt, können sie über ein Tool mit einer Kartenansicht einfach nachgetragen werden. In dieser Kartenansicht sind Kulturdenkmale ohne Koordinaten mit einem roten bzw. orangen Marker dargestellt und können durch Verschieben auf die richtige Position in der Karte mit Koordinaten versehen werden. Kulturdenkmale ohne Bild sind an einem blauen bzw. roten Marker erkennbar.

| Denkmal-ID | Fundart             | Ortsteil     | Bezeichnung                        | Zeitstellung | Lage                                                                                                 | Bemerkungen | Bild |
| ---------- | ------------------- | ------------ | ---------------------------------- | ------------ | --- | --- | ---- |
| 428310290  | Gräber, Siedlung    | Bottmersdorf | Gräber/vorgeschichtliche Siedlung  | undatiert    | nordöstlich des Ortes („Ostelberg“) ()                                                               | große markante, natürliche Anhöhen, die alte Grabungsfläche befindet sich vermutlich zwischen dem „Orsel/Ostelberg“ und dem „Osterberg“                      |      |
| 428310288  | Befestigung         | Wanzleben    | Befestigung/Burghügel              | undatiert    | südlich des Ortes, südlich der Sarre auf dem hohen Ufer (Lage)                                       | auf einem Acker auf einer deutlichen Anhöhe |      |
| 428310285  | Befestigung > Burg  | Wanzleben    | Befestigung                        | Mittelalter  | nördlich am Ort, Vorgelände der Burg (Lage)                                                          | |      |
| 428310289  | Grabmal > Grabhügel | Wanzleben    | Grabhügel/Befestigung              | undatiert    | südöstlich von Blumenberg ()                                                                         | |      |
| 428310287  | Befestigung         | Wanzleben    | Altweg                             | Mittelalter  | nördlich im Ort („Hohlweg“) ()                                                                       | vermutlich Teil der alten Burganlage |      |
| 428310284  | Befestigung > Burg  | Wanzleben    | überbaute Burganlage               | Mittelalter  | nördlich der Altstadt (Lage)                                                                         | Hauptburg am Rande eines Rückens, davon Reste von zwei Wällen mit gebogenem Graben. Erste Erwähnung schon im späten 9. Jh.                                   |      |
| 428310286  | besonderer Stein    | Wanzleben    | Steinkreuz                         | undatiert    | im Ort, in der Grünanlage vor dem ehemaligen Hospital am Geschwister-Scholl-Platz (Lage)             | früher am Ortsausgang nach Bottmersdorf an der „Sporlederei“, Sandstein                                                                                      |      |
| 428310294  | besonderer Stein    | Remkersleben | Kreuzstein                         | Mittelalter  | nördlich im Ort, an der Westwand des Kirchturms über dem Eingang (Mauerstein einer Lichtluke) (Lage) | in ca. 8–9 m Höhe, Sandstein, rechteckig und mit einem eingeritzten Tatzenkreuz versehen                                                                     |      |
| 428310283  | Befestigung         | Remkersleben | Kloster Meyendorf                  | Mittelalter  | (Lage)                                                                                               | |      |
| 428310282  | Grabmal > Grabhügel | Meyendorf    | Grabhügel                          | Neolithikum  | 1 km südlich des Ortes, ehemalige Obstplantage („Stangenberg“/„Plantagenbreite“) (Lage)              | |      |
| 428310297  | Befestigung > Burg  | Dreileben    | überbaute Burganlage               | Mittelalter  | im Ort, ehemaliges Gut (Lage)                                                                        | Eckige Burganlage. Die in der Nähe stehende Kirche befindet sich vermutlich auf einem älteren runden Burghügel.                                              |      |
| 428310298  | Befestigung         | Dreileben    | Burghügel                          | Mittelalter  | im Ort, unter der St. Jacobi-Kirche (Lage)                                                           | Beim Bau der Kirche stieß man auf der Ostseite des Hügels wohl auf einen verfüllten Graben, eventuell älterer runder Burghügel                               |      |
| 428310393  | Grabmal             | Eggenstedt   | Steinkistengrab                    | undatiert    | südwestlich des Ortes im Wald „Hohes Holz“, Hanglage „Edelberg“ (Lage)                               | Die Steinkiste besteht aus senkrecht stehenden Steinplatten. Im Inneren ist die Steinkiste humos verfüllt.                                                   |      |
| 428310391  | Befestigung > Wall  | Eggenstedt   | Wallanlage                         | undatiert    | westlich des Ortes („Klosterberg“) im „Hohen Holz“ (Lage)                                            | Doppelwallanlage deutlich erkennbar, Höhe 1–1,5 m mehrere Meter breit. Zwischen den Wällen befindet sich ein 3–4 m breiter, jedoch relativ flacher Graben.   |      |
| 428310382  | Befestigung > Wall  | Eggenstedt   | Wallanlage                         | undatiert    | nordöstlich des Ortes („Hohlberg“) (Lage)                                                            | Zwei mehrere Meter hohe, parallel verlaufende Wälle bilden mit dem östlichen Abschluss zur Straße eine U-förmige Struktur. Nach Westen ist die Anlage offen. |      |
| 428310394  | Befestigung         | Eggenstedt   | Grabenanlage                       | undatiert    | südwestlich des Ortes im Wald an der Westseite des „Edelberges“ im „Hohen Holz“ ()                   | Doppelgraben an der Westseite des „Edelberges“. Zwischen beiden Gräben beträgt der Abstand ca. 6 m.                                                          |      |
| 428310390  | Grabmal > Grabhügel | Eggenstedt   | vier Grabhügel                     | undatiert    | westlich des Ortes im Wald (Hohes Holz) (Lage)                                                       | |      |
| 428310295  | Befestigung         | Seehausen    | Befestigung?/Burghügel?            | Mittelalter  | NW im „Alten Dorf“/„Nordendorf“, unter der Kirche St. Paul (Lage)                                    | Die romanische Kirche steht auf einem deutlich erkennbaren etwas rundlichem Hügel.                                                                           |      |
| 428310281  | Befestigung         | Seehausen    | Befestigung/Burghügel              | Mittelalter  | im Ort, Hügel unter der Kirche St. Laurentius (Lage)                                                 | Der etwas ovale Hügel ist ca. 80 m×50 m groß |      |
| 428310277  | Befestigung > Burg  | Seehausen    | Burganlage                         | Mittelalter  | westlich des Ortes und westlich des Sees („Burgberg“/„Die Kämpe“), „Kirchberg“ (Lage)                | Ersterwähnung spätestens 966, Reste von 3 Wällen mit vorgelegtem Graben.                                                                                     |      |
| 428310296  | Befestigung         | Seehausen    | Befestigung (Wohnturm)             | undatiert    | nordwestlich im Ort („Panneturm“/Pfändeturm) (Lage)                                                  | Wohnturm eines ehemaligen Ritterhofes, nach Durchbruch (Durchgang) wohl öfter falsch auch Stadttor genannt                                                   |      |
| 428310329  | Befestigung         | Seehausen    | Warte                              | Mittelalter  | nordwestlich des Ortes, dicht an der Straße (Lage)                                                   | Der Hügel ist ca. 2 m hoch und er befindet sich am Ende einer natürlichen Anhöhe. Die Warte soll im 15. Jh. errichtet worden sein.                           |      |
| 428310280  | Befestigung         | Seehausen    | Befestigung (Turm/Befestigter Hof) | Mittelalter  | im Ort („Schneiderturm“/ehemals „Turmhof“) (Lage)                                                    | Der Turm gehörte einst zu einem befestigten Hof. Der Bereich wurde früher auch Turmhof genannt.                                                              |      |
| 428310279  | Befestigung         | Seehausen    | Befestigung                        | Mittelalter  | im Ort, „Schanze“ (Lage)                                                                             | Der Name deutet auf eine Befestigung hin. |      |
| 428310278  | Befestigung         | Seehausen    | befestigter Hof                    | Mittelalter  | im Ort („Königshof“/„Gödickes Hof“) ()                                                               | Um das Grundstück verlief eine gebogene starke Mauer. |      |
| 428310276  | besonderer Stein    | Seehausen    | Menhir                             | Neolithikum  | westlich des Ortes, der lange Stein (Lage)                                                           | Der Menhir wurde 1816 umgesetzt, nun befindet er sich auf einer hügelartigen Anhöhe.                                                                         |      |